# Yumiko Igarashi
Yumiko Igarashi (japonès: いがらしゆみこ)  (Asahikawa, 26 d'agost de 1950) és una artista de manga japonesa. Va dibuixar la sèrie Candy Candy.

## Biografia

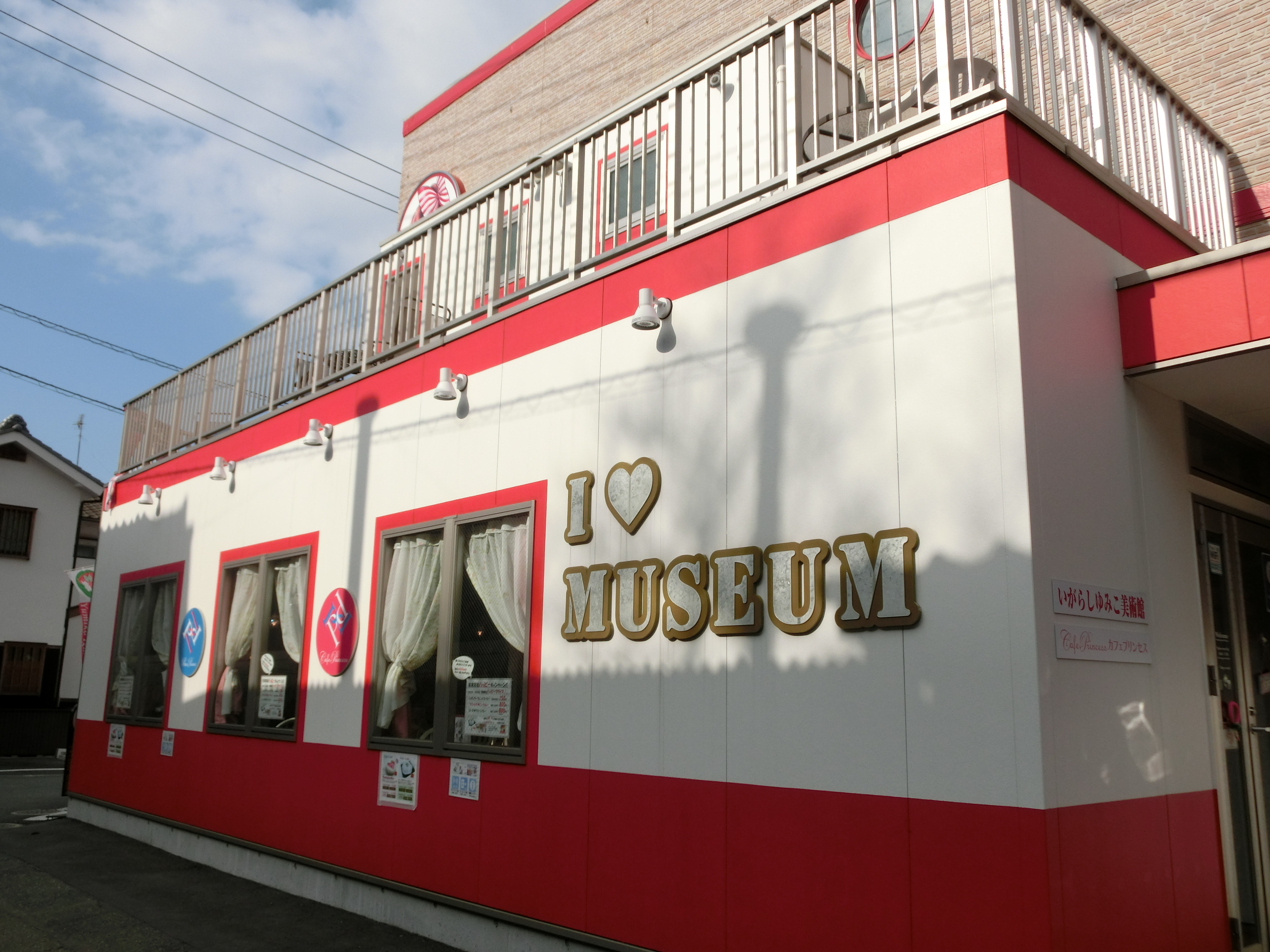
Imatge del Museu de Yumiko Igarashi situat en Kurashiki

El 1968, com a estudiant de tercer any de secundària a l'escola Asahi Gaoka a Sapporo, Hokkaidō, Igarashi va fer el seu debut a la revista de manga Ribon de Shueisha amb Shiroi Same no iru Shima. Va guanyar el premi Kodansha Manga el 1977 com a dibuixant del manga Candy Candy.
A la fi de la dècada de 1990, Igarashi es va involucrar en una sèrie de batalles legals relacionades amb els seus drets de propietat intel·lectual com a il·lustradora. Igarashi va afirmar que en les sèries per a les quals ella va ser la il·lustradora, ella hauria de tenir els drets de propietat intel·lectual exclusius sobre les representacions dels personatges i no necessitar el consentiment dels seus autors per a atorgar llicències de marxandatge en funció de les seves imatges. En una disputa sobre els dissenys de personatges de Candy Candy el 1999, el tribunal va dictaminar en contra de Igarashi, afirmant que tant ella com l'escriptora Kyoko Mizuki tenien els mateixos drets sobre els personatges i atorgats Mizuki les reparacions iguals a 3% dels drets damunt tot el marxandatge que havia estat creat sense el seu consentiment. i va atorgar a Mizuki reparacions equivalents al 3% de regalies sobre totes les mercaderies que havien estat creades sense el seu consentiment. Aquesta batalla legal va paralitzar la franquícia durant diversos anys, interferint amb la producció de Toei d'un anime de Candy Candy i dificultant la creació de nous productes a causa de l'ordre de la cort que tots els productes fossin aprovats tant per Igarashi com per Mizuki, però un lot de productes nous. va ser elaborat el 2004, suggerint que s'havia arribat a algun acord.
Entre el 2011 i 2014 va publicar el manga Bara no Josephine, sobre la vida de l'emperadriu francesa Josefina de Beauharnais i va ser compilat en quatre volums, el 2021 va començar a publicar-se en castellà per Arechi Manga, sota el nom de Josefina, la emperatriz de las rosas.
A la ciutat de Kurashiki, prefectura de Okayama, existeix un museu dedicat a l'obra de l'artista, amb una exhibició d'il·lustracions de l'artista i l'oportunitat d'utilitzar disfresses de princeses creades a les seves obres.

## Vida personal
Igarashi és resident de Sapporo, Hokkaido. La seva cosina Satsuki Igarashi és una de les quatre mangakas femenines que formen el grup CLAMP.
Igarashi es va casar amb l'actor de veu Kazuhiko Inoue i després es van divorciar. Tenen un fill anomenat Keiichi Igarashi (nascut en 1981), conegut professionalment com Nanami Igarashi, qui és un ex aprenent de idols en Johnny & Associates i després va publicar un assaig còmic sobre les seves experiències com otokonoko.

## Obra
- 1968 - Shiroi Same no iru Shima (debut).
- 1975 - Candy Candy (història per Kyoko Mizuki)
- 1979 - Mayme Angel (història i art per Igarashi)
- 1982 - Koronde Pokkle (història i art per Igarashi)
- 1982 - Georgie! (Història per Mann Izawa)
- 1986 - Parosu no Ken (història per Kaoru Kurimoto)
- 1993—1994 - Muka Muka Paradise (història per Fumiko Shiba)
- 1997 - Anna de Teules Verdes (història i art per Igarashi, adaptats de la novel·la Lucy Maud Montgomery)
- 1998 - Ana , la de Avonlea (història i art per Igarashi, adaptats de la novel·la de Lucy Maud Montgomery)
- 1998 - Ana, la de l'Illa (història i art per Igarashi, adaptats de la novel·la de Lucy Maud Montgomery)
- 2011—2014 - Bara no Josephine (història per Kaoru Ochiai)